# 格尔登寺
格尔登寺（藏語：ཀིརྟི་དགོན་པ།），位于中国四川省阿坝藏族羌族自治州阿坝县，是阿坝县规模最大的藏传佛教格鲁派寺院。

## 历史
格尔登寺位于阿坝县城西北角。清朝康熙三十二年（1693年）时，纳摩格尔登寺第五世格尔登活佛登比坚赞来到阿坝。光绪十四年（1880年），第八世格尔登活佛罗桑程烈在此创建了格尔登寺，寺院名即取自活佛名。一说建于同治九年（1870年），其前身为洞沟寺。
1988年寺院进行了重建，现有经堂、护法神殿、教理院、辩经院等。到21世纪初，该寺占地面积达18000平方米，有僧人1000余人、活佛14人。
格尔登寺每年定期举办6场大型佛事活动，包括安居节、莫郎节、燃灯节等等，每次都是全寺僧人参加。平时则举办超度亡者等不定期小型佛事活动。

## 建筑

### 大经堂
如今的大经堂有120根柱子，可容纳数千僧人，是藏区少数大型经堂之一。
大经堂内正门左侧的墙上，第1至6幅壁画分别为代表一千释迦牟尼像的唐卡（藏语称“东巴”），第7幅唐卡中为释迦牟尼，四周是宗喀巴、观音、度母等。大经堂内正门右侧的墙上，第1幅为释迦牟尼像，四周是十八罗汉，第2幅为释迦牟尼像，第3、4幅为无量寿佛像，第5幅为金刚勇士，第6幅为药王菩萨，第7幅为不动佛。
大经堂前庭上额装饰有藏式雕刻，其中包括：甲（大力神）、桑给冈吉（八脚狮子，为先仇后友的狮鸟后代，象征和平）、雪香香（鸟足人身的美声鸟）、琼（已消失的海中的鸟）。此外还有四大天王壁画、六道轮回图。
大经堂内最大的佛像是采用药泥塑雕而成的强巴佛（弥勒佛）像，约20米高，佛身内部有千余部大藏经经卷。大经堂内还有万余部《甘珠尔》、《丹珠尔》等等经卷，数十座灵塔、宝塔。大经堂的墙上挂满堆绣、彩绘、唐卡。
大经堂前庭左侧佛殿，自左至右供奉：无量寿佛、绿度母、辩经大师（索南扎巴）、白度母、第十世格尔登活佛、释迦光（六严二圣之一）、希瓦拉、宗喀巴灵塔、功德光（六严二圣之一）、圣天（六严二圣之一）、第八世格尔登活佛灵塔、龙树（六严二圣之一）。
大经堂中部正佛殿：
- 外层分别为：纳仓活佛灵塔、释迦牟尼像、第八世格尔登活佛、文殊菩萨、千手千眼观音、宗喀巴大师、第十一世格尔登活佛法座、第八世格尔登活佛、狮子吼佛、堪布法座（前）、释迦牟尼、辩经大师（索南扎巴）、桑都（密集本尊）、云巴甲木措活佛灵塔。[2]
- 内层从左至右为：释迦牟尼、第八世格尔登活佛、阿底峡、强巴佛（弥勒佛，即上文所称大佛像）、宗喀巴天堂像、第35世堪布灵塔、宗喀巴人间像、大威德金刚。[5][2]

大经堂前庭右侧佛殿，依次供奉：释迦牟尼、嘉木样曲杰（哲蚌寺住持）、无著（六严二圣之一）、陈那（六严二圣之一）、辩经大师（索南扎巴）、法称（六严二圣之一）、世亲（六严二圣之一）、大白伞盖佛母（千手千眼持白伞）、尊胜佛母（长寿佛）、十一面观音。

### 佛塔

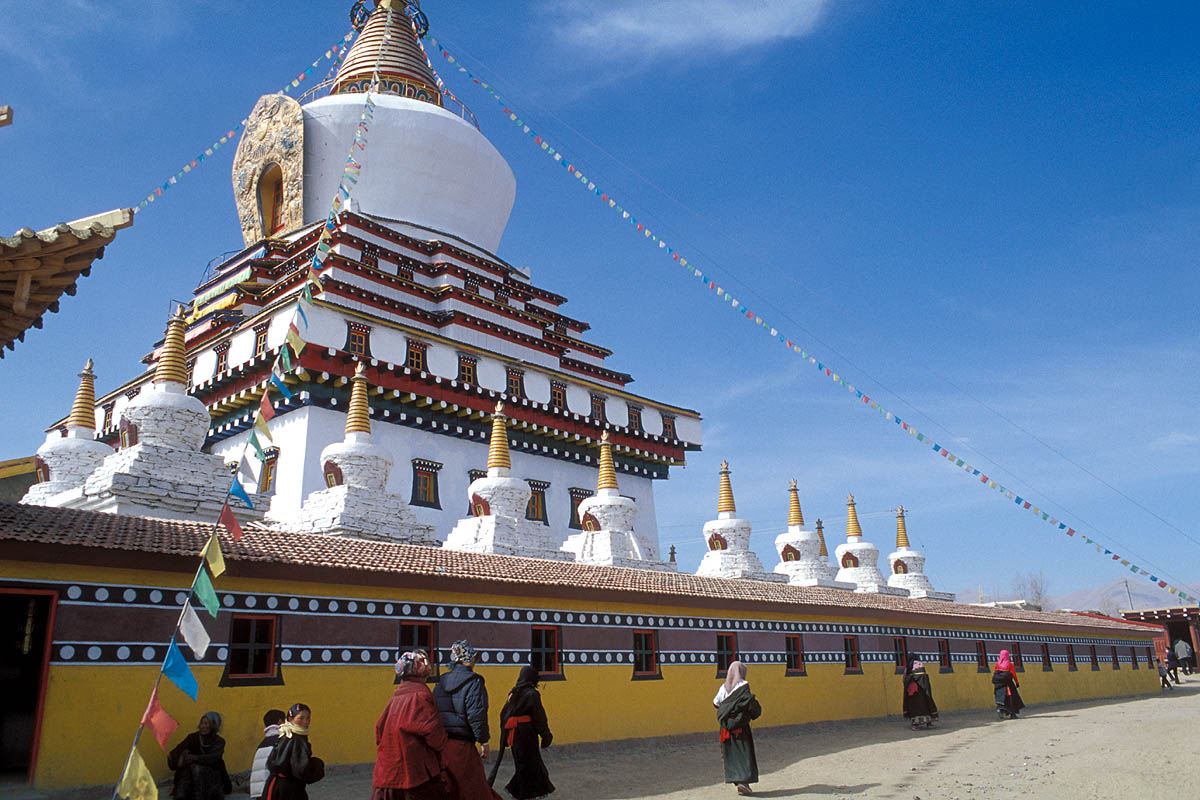
主塔

寺院中还有占地达1000余平方米、含30座佛塔的塔群。其中主塔塔高49米，底部是边长为25米的正方形基座，塔外还有由数百个转经轮组成的环塔转经走廊。
1987年10月，格尔登寺大佛塔完工并开光，对信众开放。兴建这座大佛塔一部分资金是人民政府拨款，另外格尔登寺也自筹了部分资金。大佛塔通高49米，正方形底座边长25米，环塔设有转经走廊，转经走廊内有数百个小转经筒及十多个大转经筒，环绕全格尔登寺有数千个大、小转经筒。转经筒内藏满经过活佛净点的经书及圣物，转经筒外有六字真言。四条挂满五彩“龙达”的钢绳自金色的塔顶向四周拉开。大经塔两侧分别有一座大转经房，其内各有一个巨型转经筒。大佛塔前有嘛呢堆。大佛塔左下侧堆放着刻有佛经、佛像的石经板。围绕大佛塔有24座小佛塔。
- 大佛塔第一层（去恶净心慈悲殿）：佛塔大门内，正面为一尊木雕千手千眼观音像。像前是松赞干布、文成公主、赤尊公主像。前面有锥形的“曼扎”。千手千眼观音像周围墙壁上有1亿尊莲花生佛像，1千座小佛塔，1千尊释迦牟尼像，右侧有财神南木扎西。[2]
- 大佛塔第二层（长寿佛殿）：主供无量寿佛。四周供奉1千尊小无量寿佛，以及十八罗汉像。[2]
- 大佛塔第三层（宗喀巴佛殿）：主供宗喀巴大师，四周供奉1千尊宗喀巴小佛像及宗喀巴的1000本著作。[2]
- 大佛塔第四层（莲花生佛殿）：主供莲花生大师，四周供奉第1至11世格尔登活佛像，以及大白伞盖佛母像。[2]
- 大佛塔第五层（大白伞盖佛母殿）：主供四臂大白伞盖佛母像。旁边供有宗喀巴师徒三尊像。[2]

### 护法神殿
护法神殿，藏语称“甲尔康”，是每座寺院供奉该寺护法神的神殿。格尔登寺护法神殿建筑群由护法神殿、神箭林、煨桑台、神树林组成。
- 护法神殿：护法神殿内一般人不能进，妇女严禁进入。重大宗教节日时，重要来客经管理者同意方可接近护法神殿。护法神殿内正中供奉格尔登寺的护法神桑吉益西像，周围供奉十二生肖像。护法神殿的门柱上常常捆献着信众献给护法神的护法器具如藏刀、箭、剑、枪等等。神殿屋檐上是骷髅头等组成的怖畏屋檐。[2]
- 神箭林、嘛呢旗：护法神殿前左右两侧分别是大型的神箭林和嘛呢旗，是每年信众为护法神制作的武器，一般每户每年在莫郎节时敬献一支神箭。[2]
- 煨桑台：护法神殿前面是煨桑台，是信众在出远门、民间大型宗教节日、家人或庄稼或牲畜不安康时，祭供该寺护法神之所，信众用糌粑、柏香树枝、酥油、青稞、奶渣组成的供品“煨桑”（汉语意为“熏烟”），即把供品放入煨桑台内点燃，随后念诵六字真言，将印有神马、虎、鹰、藏八宝等等的供品——五彩“龙达”抛向空中，风可将五彩“龙达”送给上天的护法神。[2]
- 神树林：护法神殿后面是神树林。[2]

## 暴力事件
2008年3月14日西藏自治区拉萨市发生骚乱后，同年3月16日，格尔登寺一些僧人带头领导藏族人在阿坝县挥舞“雪山狮子旗”、手拿达赖画像呼喊藏独口号，随后在阿坝县城的主要街道发生了打砸抢烧事件，官方统计称“烧毁了24间商铺和2个公安派出所，烧毁了81辆警用和民用车辆，打伤了很多无辜群众和200多名政府机关工作人员、执勤的公安民警。 ”随后阿坝县人民政府迅速启动维护社会稳定应急方案，很快平息了事态。4月3日，阿坝藏族羌族自治州人民政府副州长肖友才在国务院新闻办公室记者会上称，“打砸抢烧造成的损失，相当于过去阿坝县10多年的财政收入的总和。”肖友才还表示，“3月28日，根据群众举报，中国警方在格尔登寺查获了一批武器弹药，其中包括小口径步枪16支、各种火药枪14支、子弹498发、火药4公斤、管制刀具33件，查获了数以千计的“藏独”宣传品，还查获了短信群发器和淫秽录像光碟等。”但后来格尔登寺方面表示，这些物品大部分其实是信众为表示不再杀生、不近淫邪而自愿上缴给寺院的。
阿坝县宗教局局长宋登达尔基2011年10月表示，格尔登活佛1959年逃往印度后，历任达赖私人秘书、流亡政府佛学哲学院负责人、第七届人民代表大会代表、流亡政府宗教噶伦。但在21世纪初，格尔登活佛卸去各职，印度达兰萨拉的格尔登僧团逐渐衰落，为求振兴而活动频繁。2008年3月14日拉萨骚乱后，印度达兰萨拉的格尔登寺成立了“紧急情况协调小组”，接受达赖集团“紧急情况协调小组”统一指挥，和“流亡政府安全部”、“藏青会”、达赖私人秘书处保持单线联系并接受其领导，该小组的主要职责是建立在阿坝藏区的关系人、收集情报、策划并指挥闹事。
2009年，格尔登寺发生过一名僧人自焚事件。2011年3月16日，格尔登寺又有一名僧人因纪念2008年阿坝骚乱而自焚。这是自2009年起的第二次自焚事件。此后中国警方与寺院僧人以及藏民发生冲突，警方随即包围了格尔登寺，并导致寺中多名僧人受伤。之后冲突不断升级。据法广中文网报道，4月下旬有300余名僧人被警方带走，另有两名藏人被殴打致死。另有媒体报道全寺2500名僧人的食物供应被切断。
事件发生后流亡政府及其精神领袖十四世达赖都对格尔登寺的局势表示严重关注。美国国务院也呼吁中国尊重宗教自由。
2011年4月19日，中华人民共和国外交部发言人洪磊在例行记者会上否认了外媒报道的格尔登寺的食品供应被切断、两千名僧人面临食物紧缺的消息，强调格尔登寺僧人“生活、佛事活动一切正常”，要求美国“尊重事实，停止发表不负责任的言论”。2011年4月26日，中华人民共和国外交部发言人洪磊在例行记者会上证实四川省阿坝藏族羌族自治州最近曾发生严重冲突事件，洪磊表示，格尔登寺少数喇嘛长期严重破坏社会秩序，破坏藏传佛教形象，严重伤害佛教信徒感情。洪磊还说，当地政府在格尔登寺内进行集体教育，希望维护宗教秩序。
2011年4月15日下午，新华网记者走访格尔登寺，报道了该寺各方面情况，显示该寺已“秩序如常”，僧人和民众进出自由，寺管会采购食品充足。同年6月11日，中新社记者走访格尔登寺一天，记述了当天该寺的僧人生活、佛事活动情况。
2011年4月24日新華社报道称，格爾登寺寺管會主任洞溝活佛表示：“格爾登寺以前的管理鬆散，所以連續幾年都發生了不好的事情。”格爾登寺另一位管理者尼格美活佛表示：“作為出家人，進了寺院應該一心修行。作為釋迦牟尼的弟子，更要做到潛心修行，遵紀守法。”
阿坝县宗教局副局长哈俊2011年10月表示，“狂人之群”（制造系列自焚的格尔登寺僧人组织）的4名成员在2011年3月2日便提前进行了3月16日自焚的买油、拍照等分工，并且提前将自焚僧人的照片上传到“西哇扎仓”，因此3月16日自焚事件发生仅仅2小时后，便有“挪威西藏之声”、“美国之音”等媒体播出消息或播放视频。
2011年8月29日，馬爾康縣人民法院一審以故意殺人罪，判處格尔登寺藏族僧人仲周有期徒刑11年，剝奪政治權利2年。8月30日，馬爾康縣人民法院一審以故意殺人罪，判处格尔登寺藏族僧人泽让旦真有期徒刑13年，剥夺政治权利3年；判处格尔登寺藏族僧人旦纯有期徒刑10年，剥夺政治权利2年。 公訴機關指控称，被告人泽让旦真、旦纯、多杰（另案处理）和被害人彭措一样都是格尔登寺僧人，关系很密切。2011年初，彭措流露了自焚带动群众闹事的想法。3月2日晚，泽让旦真、旦纯、多杰、彭措约在格尔登寺僧舍吃火锅时，彭措提出自己准备3月16日自焚，泽让旦真当场表示要在同日自焚，旦纯、多杰表示要帮助二人自焚。四人随即商量方案，并且拍摄照片发往境外。四人分工购到汽油以后，3月16日彭措自焚，泽让旦真却违背诺言，未按事前约定自焚。彭措自焚受伤之后，被告人仲周（格尔登寺僧人，彭措的叔叔兼经师）明知彭措急需抢救，但仍安排车辆将彭措转移并藏匿起来，对政府人员谎称不知彭措的下落。经政府人员反复做思想工作，直到次日凌晨，已被藏匿11小时、未被采取任何救治措施的彭措才被交给政府人员，经医院抢救无效，在3月17日凌晨死亡。
除了2011年3月16日的事件外，2011年格尔登寺还连续发生过其他多起僧人和还俗僧人自焚事件。2011年10月15日，又发生格尔登寺一位还俗僧人（20岁，2009年秋自格尔登寺还俗）在阿坝县城恰塘中街菜市场附近自焚，被民警及时发现后将火扑灭，将其送到阿坝县医院抢救。当时阿坝县共有42座寺庙，包括藏传佛教宁玛派、格鲁派、噶举派、萨迦派、觉囊派、苯教，在册僧人共有5226名，但阿坝县全部自焚者都出自格尔登寺。阿坝县宗教局工作人员青泉说，这些事件中的自焚僧人的共同特点包括：“年轻，文化水平和佛学造诣低，思想观念不成熟，是非辨别能力弱，几乎都是格尔登寺寺办学校‘教育’出来的。”
2011年11月26日至30日，中华人民共和国公安部部长孟建柱赴四川省成都市、德阳市、阿坝藏族羌族自治州等地考察，期间赴格尔登寺与宗教人士、群众座谈。
2012年2月20日，中共四川省委书记、四川省人大常委会主任刘奇葆到訪格尔登寺调研。洞沟活佛、索朗降木措等格尔登寺管会成员迎接。刘奇葆參觀了寺廟並對中共政策進行宣傳，强调要所謂“依法”管理寺庙。